# Swahili jezik
Swahili jezik (kisuaheli, kiswahili; ISO 639-3: swh), jedan od dva individualna jezika koja pripadaju makrojeziku svahili (drugi je kongoanski swahili [swc]). Njime govori 787 630 ljudi u Tanzaniji (Zanzibar), Keniji, Somaliji, Burundiju, Mozambiku, Mayotteu, Južnoafričkoj Republici i Ugandi. 
Većina govornika živi u Tanzaniji (350 000; 2006) gdje je i službeni jezik, Somaliji 184 000; 2006) i Keniji, također službeni (131 000). 
Postoje brojni dijalekti u raznim državama. U Tanzaniji mrima, unguja (kiunguja, zanzibar), pemba, mgao; u Keniji: amu, mvita (kimvita, mombasa), bajuni (bajun, t’ik’uu, tikulu, tukulu, gunya, mbalazi, chimbalazi), pate, pemba (phemba, hadimu, tambatu), mrima, fundi, siu (siyu), shamba (kishamba), matondoni; u Somaliji se govore mwini (mwiini, chimwiini, af-chimwiini, barwaani, bravanese) i bajuni (kibajuni, bajun, af-bajuun, mbalazi, chimbalazi); shamba (Kishamba) u Ugandi.
Svahilijem govori i 30 milijuna ljudi kao drugim jezikom. Na područje Somalije Swahili su stigli iz Zanzibara prije nekoliko stoljeća.
Bajuni i pemba možda su posebni jezici.

## Vanjske poveznice
- Ethnologue (14th)
- Ethnologue (15th)